# Povídky z druhé kapsy
Povídky z druhé kapsy je soubor 24 povídek Karla Čapka. Vycházely na pokračování od ledna do září 1929 v Lidových novinách, ve kterých byl Čapek od roku 1921 redaktorem. V roce 1929 byly vydány i knižně. Volně navazují na Povídky z jedné kapsy a někdy s nimi bývají vydávány v jednom svazku. Povídky Případ s dítětem a Balada o Juraji Čupovi v roce 1947 zpracoval Martin Frič ve filmu Čapkovy povídky. Povídky Čintamani a ptáci a Příběhy sňatkového podvodníka byly předlohou k filmu Jiřího Krejčíka Čintamani & podvodník z roku 1964. Byly několikrát vydány jako audiokniha. Od roku 2009 je kniha volným dílem.

## Seznam povídek
1. Ukradený kaktus
2. Povídka starého kriminálníka
3. Zmizení pana Hirsche
4. Čintamani a ptáci
5. Příběh o kasaři a žháři
6. Ukradená vražda
7. Případ s dítětem
8. Grófinka
9. Historie dirigenta Kaliny
10. Smrt barona Gandary
11. Příběh sňatkového podvodníka
12. Balada o Juraji Čupovi
13. Povídka o ztracené noze
14. Závrať
15. Ušní zpověď
16. O lyrickém zloději
17. Soud pana Havleny
18. Jehla
19. Telegram
20. Muž, který nemohl spát
21. Sbírka známek
22. Obyčejná vražda
23. Porotce
24. Poslední věci člověka

## Děj povídek
Na rozdíl od Povídek z jedné kapsy mají tyto důsledný rámec, všechny mají známého vypravěče, rekonstruovatelný kroužek rozmlouvajících, a postupně asociací myšlenek na sebe navazují.
- Ukradený kaktus

Pan Kubát zmiňuje léčku, kterou nastrojil na poštovní úřednici, kterou podezříval, že mu čte dopisy na letním bytě. Sám sobě odeslal dopis plný nadávek určených poštovní zaměstnankyni. Pan Holan považuje lest za příliš jednoduchou a uvádí svůj příběh.
Z Holbenových sbírek se začínají ztrácet kaktusy. Vrchní zahradník pan Holan nalíčí lest, sesbírá nemocné kaktusy, nainstaluje je do sbírky a nechá otisknout oznámení o ohrožení sbírek novou chorobou a prodeji účinného léku. Zloděj Ráček, zapálený kaktusář z malých poměrů, který vynášel kaktusy v přestrojení za stařenu, se v obavě o své sbírky chytí a stane se velkým přítelem pana Holbena. Nakonec zahyne mučednickou smrtí při výpravě za kaktusy k Indiánům.
- Povídka starého kriminálníka

Spisovatel pan Jandera uvádí, že je zvláštní, když zloděj hledá, koho okradl, a uvádí případ povídky, která podle různých názorů byla ukradená asi dvaceti autorům.
Kriminálník Bobek líčí, jak v Itálii dostala jedna cela podivnou moc, že obracela kriminálníky na pravou cestu. Zavřeli tam pachatele, který tvrdil, že spáchal vraždu, ale neměli oběť, pachatel Marco nechtěl prozradit, co provedl, že by tím přivedl do neštěstí ještě jiné lidi. Nakonec se Marco v cele oběsil. Pan Bobek však celu pokazil, Italové usoudili, že je to tím, že Češi jsou neznabozi.
- Zmizení pana Hirsche

Pan Hisch obchoduje s kůžemi a krom toho bokem pašuje laciné orientální koberce. Přestože ho nikdo neviděl odcházet z obchodu, zmizí. Najde se mrtvý v kufru v nádražní úschovně s podivnými barevnými skvrnami v obličeji. Zjistí se, že ho zavraždili kumpáni v černém obchodu s koberci a odnesli ho zabaleného do koberce. Pomocí nálepek na kufru jsou nakonec vypátráni.
- Čintamani a ptáci

Doktor Vitásek objeví vzácný anatolský koberec se zakázaným vzorem, čistý unikát nesmírné ceny. Pokusí se jej koupit, ale když majitelka odmítne, rozhodne se jej ukrást. Shledá, že zločin je náročná špatně honorovaná práce, a navíc tlustá pudlice Amina, která koberec považuje za svůj pelech, vloupání zmaří.
- Příběh o kasaři a žháři

Kasař Balabán  chce udělat poslední dokonalý zločin v kariéře, dokonale čistě otevře trezor, ale prozradí ho otisk zubní náhrady, kterou si odloží do prachu na stole.
Ve Štýrsku je učedník Sepp propuštěn sedlářem Antonem, za čož se mu pomstí tím, že do vikýře na půdě nainstaluje lupu tak, aby přesně na mistrův svátek v pravé poledne zapálila stavení. Jeho dovednost obdivuje i astronom.
- Ukradená vražda

V zapadlé ulici na Vinohradech se odehraje vražda, velmi rychle se k ní přihlásí četníci, ale pak je ticho. Komisař Bartošek odhalí, že se jednalo o politicky motivovanou vraždu cizince, který žil v ulici pod jinou identitou a pachatelé předstírali, že jsou četníci, oběť odvezli k ošetření a vraždu jakoby vyšetřovali, čímž dokonale zametli stopy
- Případ s dítětem

Maminka nechá miminko v kočárku před obchodem a dítě zmizí. Vyšetřování je náročné, protože policista pan Bartošek je starý mládenec a nemá s dětmi zkušenost, maminka nemá fotografii, její Růženka je nejkrásnější na světě, každá matka své dítě pozná, ale pak ztropí výtržnost, když chce jedné paní sebrat kluka v přesvědčení, že je to její Růženka. Detektiv pak náhodou přijde na trik. Všichni četníci chválí matkám jejich děti, až se pachatelka prozradí tím, že plaše prchá. Nemanželské dítě jí umřelo a doufala, že bude dál dostávat peníze, když si opatří jiné dítě.
- Grófinka

Komtesa Mihály posílá špionážní udání plytkého obsahu, aby si vysloužila ostruhy před svým milencem, monarchistou Westermannem, který je vlastně pekař Václav Málek z Prostějova. Pan Polgár zjeví komtese pravdu, že je Westermann patnáct let ženat. 
Policejní strážník Horálek mluví o tom, že záleží na tom, jak se pravda řekne, jednomu zloději „domluvili“, když vyskočil oknem v prvním patře a daktyloskopista vyskočil za ním a zlomil si nohu. Po domluvě měl pak zlomená žebra a několik podlitin.
- Historie dirigenta Kaliny

Pan Dobeš vzpomíná, jak bolí podlitina a bezmoc, a jak jednou s naraženou kostrčí nemohl spát a když se mu pod okny strhla rvačka v přesile na jednoho, vstal i přes bolest a mlátil holí hlava nehlava.
Dirigent Kalina je pozván na koncert do Liverpoolu, večer po příjezdu se jde projít k řece. Neumí vůbec anglicky, ale náhodně vyslechne rozhovor dvou lidí, přičemž se svým hudebním talentem z intonace pochopí, že muž přemlouvá ženu k nápomoci k vraždě. Marně se snaží své zjištění sdělit strážníkovi, celou noc stráví marným pokusem zabránit zločinu. Druhý den po zkoušce se z novin dozví, že skutečně došlo k vraždě.
- Smrt barona Gandary

Starý detektiv Pitr tvrdí, že nemá fantazii, a díky tomu přijde na řadu zločinů, protože většina zločinů je ze své podstaty bez nápadu. Krátce před penzí je pověřen vyšetřením smrti barona Gandary, který žije výstředním životem a jeho vražda svádí, zejména mladého detektiva Dr. Mejzlíka, k řadě romantických interpretací. Detektiv Pitr se však drží své osvědčené metody a záhy odhalí, že pachatelem je synovec domovníka, který vraždil pro peníze. Trochu lituje, že Dr. Mejzlík by jistě z případu dokázal udělat něco zajímavějšího.
- Příběh sňatkového podvodníka

Detektiv Holub uvádí, jaký problém bývá, když se mezi známými zločinci objeví někdo nový nebo náhodný amatér. Z podvodníka s losy Plichty se stal shodou okolností sňatkový podvodník Lacina, který se dá zatknout, ale vždy si odečte režii ze získaných peněz. Znechutí ho až srážka s podvodnicí podobného zaměření.
- Balada o Juraji Čupovi

Na podkarpatské Rusi zavraždí Juraj Čup svoji sestru, zlým duchem posedlou, protože mu to káže Bůh. Starosta Volové Lehoty mu nařídí, aby se šel udat, Juraj Čup urazí třicet kilometrů v mrazu a hlubokém sněhu a do rána čeká před hospodou na četníka. Četnický kapitán Havelka vyrazí s četníkem Kroupou do hor na lyžích a málem zahynou. Soud udělá ze smrti Maryny Matejové loupežnou vraždu, ale četník má nepatřičný pocit, že v tom má prsty Bůh.
- Povídka o ztracené noze

Pepek uteče z války, když najde napůl živého koně s rozpáraným břichem a schovává se doma v hnojišti. Auditor ho soudí z okna, ale na smrt nepošle, když Pepek přizná, že se občas chodil vyspat ke své staré, že to jinak nejde. 
Pekařský tovaryš Lojzík je odveden v první válce na vojnu a prchlivý vojenský lékař ho nařídí okamžitě propustit jako jednonohého - stál dlouho v pozoru vedle postele a ulevil si tím, že nohu skrčil a položil na postel. Úředně chybějící noha mu však začala chřadnout, až se musel k podvodu přiznat a musel si ji nechat opět legalizovat.
- Závrať

Bohatý průmyslník Gierke na svatební cestě pocítí na věži v Benátkách závrať, která se zhoršuje, až se téměř nedokáže pohnout. Po neúspěšném léčení odhalí psychoanalytik Spitz, že příčinou je potlačená představa. Průmyslník zavraždil svou předchozí choť na svatební cestě v Alpách tak, že ji strčil do propasti a nyní byl v pokušení strčit svou novou manželku. Když je problém odhalen, závrať zmizí a průmyslník záhy spáchá sebevraždu.
- Ušní zpověď

Páter Voves vzpomíná, jak se mu bez rozhřešení vyzpovídal člověk z ohavného zločinu, aby ulehčil svědomí, ale nemohl být udán. Když ho páter Voves podruhé odmítl, šel za advokátem dr. Baumem a pak obešel zřejmě celou řadu advokátů. Nakonec se ještě vyzpovídal dr. Vitáskovi, u kterého umřel se zánětem ledvin.
- O lyrickém zloději

   Redaktor Zach vypráví, jak vyrobil svým psaním v Poslu Východu z Čáslavska drsný kraj, až se mu namanula báseň zanechaná zlodějem ve vykradeném krámě. Báseň pro zajímavost otiskl, ale pachatelova ješitnost začala věc komplikovat. Zanechával další básně a byl zklamán, když nebyly otiskovány. Nakonec byl dopaden, když se snažil vymyslet originální báseň a z vězení píše hrůzyplné popisy na hony vzdálené realitě.
- Soud pana Havleny

Povaleč a nedostudovaný právník pan Havlena dodává za pár korun a viržinko smyšlené soudní případy novinářům v okurkové sezóně. Případ si vždy vymyslí a korektně potrestá. Narazí však s případem papouška nadávajícího bytné, o který se začne zajímat Nejvyšší soud, protože byl dle oficiálního názoru odsouzen chybně. Pan Havlena investuje spoustu času a úsilí, aby byl odsouzen za podobný případ, což bere jako věc cti, nakonec neúspěšně.
- Jehla

V housce je nalezena zapíchnutá jehla a při hledání pachatele se policie obrátí na chemický ústav. Profesor Uher nejprve nadává, ale pak ho problém začne zajímat vědecky a peče housky s jehlami a porovnává, kdy se jehla do housky podle mikroskopických změn povrchu dostala. Je zjištěno, že jehlu zapíchl do housky učedník propuštěný z práce, který byl nezletilý, ale jeho bývalý zaměstnavatel dostane pokutu. Housky z chemického ústavu však pekli tou dobou nejlepší v celé Praze.
Pan Lelek vzpomíná, jak kvůli třem haléřům, které mu neseděly v účetní uzávěrce, třeba celou noc nespal, aby chybu našel. 
- Telegram

Rodina Kalousova dostane nesrozumitelný telegram od dcery Věry, která je v cizině, všichni se domýšlejí tragédií, které ji potkaly a hodlají je energicky řešit. Soused Horvát, který se zabývá šiframi, telegram rozluští jako zkomolená slova, a že dcera zřejmě ztratila taštičku s penězi a potřebuje založit. Hrdinské odhodlání je to tam a hněv rodiny se obrací proti sousedovi.
- Muž, který nemohl spát

Na to vypráví pan Kavka, jak vypekl kolegu Musila tím, že naškrábal seismografické klikyháky připomínající písmo jeho známého doktora Mandela, a Musil je luštil celou dovolenou, ani nespal. 
Pan Paulus míní, že to nebylo hezké, bezesných nocí je škoda, mnoho jich zažil, když sám nějakou dobu nemohl spát - v podstatě popisuje příznaky reaktivní deprese. Uzavírá, že to, čemu říkáme život, je jen výběr, který uneseme.
- Sbírka známek

Pan Karas vypráví, jak v měl v dětství nejlepšího kamaráda Lojzíka, syna flašinetáře, se kterým sbíral exotické poštovní známky. Když pak sotva přežil spálu, zjistil, že jeho sbírka z úkrytu zmizela a bez rozmyslu obvinil Lojzíka. Příhoda změnila celý jeho život, zahořkl vůči chudým, zanevřel na přátelství, stal se komisním a chladným. Na známky se nemohl podívat, a pro to ani nikomu nepsal. Po smrti rodičů sbírku nalezne v zapečetěné krabici – otec ji zřejmě nalezl a schoval, aby neodváděla od učení. Život se nedá začít znovu, alespoň začal znovu dělat sbírku známek.
- Obyčejná vražda

Pan Hanák přemítá, proč nás znepokojuje křivda. Ve válce viděl stovky mrtvých, ale zavražděnou paní Turkovou, drobnou nešikovnou obchodnici, nemohl snést, protože vražda je něco jiného. Když viděl vyděšeného pachatele, byl by nakonec rád, kdyby z toho nějak vyvázl, jakoby sám potřeboval vykoupení. 
- Porotce

Pan Firbas byl vylosován jako porotce v případu Luisy Kadaníkové, která zastřelila svého manžela. Případ se vleče, pere se špinavé prádlo, porotce má neodbytný pocit, že takové věci se týkají spousty lidí, porotci vytvářejí postoje podle toho, jsou-li muži nebo ženami, nakonec je Luisa uznána vinnou všemi hlasy. Porotce nechává ve své zásuvce volně ležet revolver i nadále, přestože má pocit, že i jeho žena by měla důvod ho zastřelit.
- Poslední věci člověka

Pan Kukla kdysi prožil ve snu poslední chvíle před svou popravou. Pan Skřivánek vypráví, jak se chtěl zastřelit při zánětu trojklaného nervu, ale pak se ocitl samou bolestí jakoby vnější pozorovatel a cítil, že bolest je oběť, kterou je třeba přinést životu, ale která také dává každé maličkosti nesmírnou cenu.